# Meli Poliszuk-Bloch
Meli Poliszuk-Bloch (hebr.: מלי פולישוק-בלוך, ang.: Meli Polishook-Bloch, ur. 14 stycznia 1953 w Ra’anannie) – izraelska politolog polityk, w latach 2003–2006 poseł do Knesetu z listy Szinui.

## Życiorys
Urodził się 14 stycznia 1953 w Ra’anannie.
Służbę wojskową zakończyła w stopniu sierżanta. Ukończyła politologię na Uniwersytecie Telawiwskim.
W wyborach parlamentarnych w 2003 po raz pierwszy i jedyny dostała się do izraelskiego parlamentu. W szesnastym Knesecie przewodniczyła komisjom nauki i technologii; edukacji, kultury i sportu oraz kontroli państwa. Ponadto zasiadała w komisjach spraw gospodarczych oraz ds. radia i telewizji. W 2006 utraciła miejsce w parlamencie.